# بريتاني بيري
بريتاني بيري (بالإنجليزية: Brittany Perry)‏ هي لاعبة كرة قدم أسترالية أسترالية، ولدت في 9 مارس 1994.

## روابط خارجية
- بريتاني بيري على موقع AustralianFootball.com (الإنجليزية)